# Yamganghin
Yamganghin, également orthographié Yamganguin, est une commune rurale située dans le département de Zoungou de la province du Ganzourgou dans la région Plateau-Central au Burkina Faso.

## Géographie
Yamganghin est situé à environ 15 km au sud-est de Zoungou, le chef-lieu du département, et à 4 km au sud de Paspanga.

## Santé et éducation
Le centre de soins le plus proche de Yamganghin est le centre de santé et de promotion sociale (CSPS) de Paspanga, tandis que le centre médical avec antenne chirurgicale (CMA) se trouve dans le département voisin à Koupéla.